# The Slovak Spectator
The Slovak Spectator er et engelsksproget magasin/avis som udgives månedligt i Slovakiet.

## Historie og profil
The Slovak Spectator udkom første gang 1. marts 1995 og udkom i begyndelsen hver anden uge. Fra september 1998 til januar 2015 udkom en gang om ugen, og derefter igen hver anden uge til oktober 2017 hvor det skiftede til at udkomme månedligt. Det er også en online nyhedsportal.
The Slovak Spectator udgives af forlaget The Rock, s.r.o. og dækker lokale nyheder, kultur og erhvervsliv, og giver daglig information om Slovakiet på sin hjemmeside.
Avisen blev grundlagt af fire amerikanere: Rick Zednik, Richard Lewis, Eric Koomen og Daniel J. Stoll. I maj 2001 blev en andel på 75 % af The Rock overtaget af Petit Press, som også ejer SME, Korzár og forskellige regionale aviser.
Virksomheden udgiver også tre årlige publikationer – Largest in Business (rangering af de største virksomheder i Slovakiet), Investment Advisory Guide (en nøgle til at forstå det slovakiske erhvervsmiljø) og Career Guide (udforsker slovakiske arbejdsmarkedstendenser og menneskelige ressourcer). Rejser er et andet fokusområde for virksomheden som også udgiverSpectacular Slovakia, en populær rejseguideserie om Slovakiet og udvalgte regioner.
The Slovak Spectators målgruppe er udlændinge, der bor og arbejder i Slovakiet, slovakker med god beherskelse af engelsk, studerende på universiteter, udenlandske virksomheder i Slovakiet og ambassader samt lignende grupper, der bor i udlandet, især personer, der bor og arbejder i Slovakiet eller der forbereder sig på at gøre det.